# ماترا (شرکت)
ماترا (به فرانسوی: Matra) کوتاه شدهٔ مکانیک اویاسیون تراکسیون (به فرانسوی: Mécanique Aviation Traction) شرکتی فرانسوی بود که در حیطهٔ گسترده‌ای از قبیل خودرو، دوچرخه، هوانوردی و جنگ افزار فعالیت می‌کرد. در سال ۱۹۹۴ این شرکت تابعه به گروه لاگاردر شد و هم‌اکنون نیز با این نام فعالیت می‌کند. 
ماترا متعلق به خانوادهٔ فلوارا بود. نام این شرکت در دههٔ ۱۹۶۰ هنگامی که ماترا با خرید شرکت اتوموبیل رنه بونه وارد فعالیت تولید خودرو شد سرشناس گردید. ماترا اتوموبیل خودروهای مسابقه و ورزشی تولید می‌کرد و در مسابقات موفق بود.

## ادغام در لاگاردر

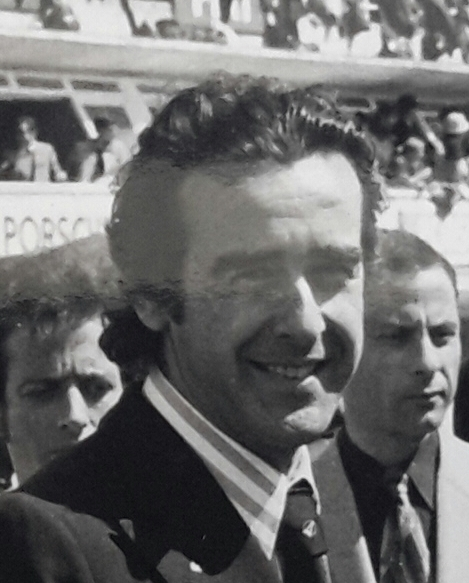
ژان-لوک لاگاردر،در اولین پیروزی خودرو ها ماترا مسابقات اتومبیل‌رانی در در لمانز ۱۹۷۲

ژان-لوک لاگاردر، رئیس شرکت ماترا، با ادغام شرکت‌های گوناگون گروهی را در ماترا ساخت که در زمینه‌های گوناگون از قبیل رسانه، جنگ افزار، هوانوردی و خودرو فعال بود. ماترا در سال ۱۹۸۸ تبدیل به یک شرکت خصوصی شد و لاگاردر صاحب ۶٪ سهام آن بود. در سال ۱۹۹۲ لاگاردر دارای ۲۵٪ سهام ماترا شد. لاگاردر ماترا و اشت را با هم ادغام کرد و شرکت ماترا-اَشِت را پدید آورد. ۳۷٪ از شرکت ماترا-اَشِت متعلق به گروه لاگاردر بود. به دنبال تبادل سهام در سال ۱۹۹۴ لاگاردر ۹۳/۳٪ سهام ماترا-اَشِت را به دست آورد. در سال ۱۹۹۶ ماترا-اَشِت رسماً درون لاگاردر ادغام شد.

## ماترا اُت تکنولوژی
ماترا اُت تکنولوژی بازوی دفاعی ماترا بود. فعالیت‌های این شرکت در زمینهٔ هوافضا، دفاع و ارتباطات بود. در فوریهٔ ۱۹۹۹ ماترا اُت تکنولوژی با آئروسپاسیال ادغام شد و آئروسپاسیال-ماترا را پدید آورد. در تاریخ ۱۰ ژوئیه ۲۰۰۰ آئروسپاسیال-ماترا بخشی از گروه ایرباس شد.